# Arrondissement judiciaire de Charleroi
Pour les articles homonymes, voir Arrondissement de Charleroi.
Subdivisions
L'arrondissement judiciaire de Charleroi était l'un des trois arrondissements judiciaires de la province de Hainaut en Belgique qui dépendaient du ressort de la Cour d'appel de Mons. Il fut formé le 18 juin 1869 lors de l'adoption de la loi sur l'organisation judiciaire et fait partie de l'arrondissement judiciaire du Hainaut depuis la fusion des arrondissements judiciaires de 2014.

## Subdivisions
L'arrondissement judiciaire de Charleroi était divisé en 11 cantons judiciaires,. Il comprenait 28 communes, celles de l'arrondissement administratif de Charleroi et de l'arrondissement administratif de Thuin.
Note : les chiffres et les lettres représentent ceux situés sur la carte.
1. Canton judiciaire de Binche
2. Canton judiciaire de Beaumont–Chimay–Merbes-le-Château
      1. Beaumont
  2. Chimay
  3. Erquelinnes
  4. Froidchapelle
  5. Merbes-le-Château
  6. Momignies
  7. Sivry-Rance
3. Canton judiciaire de Charleroi zone 1
      1. Ancienne ville de Charleroi (I), sections de Dampremy (II) et Gilly (IV)
4. Canton judiciaire de Charleroi zone 2
      1. Sections de Marcinelle (VII) et Montignies-sur-Sambre (V)
  2. Gerpinnes
5. Canton judiciaire de Charleroi zone 3
      1. Sections de Gosselies (XIV) et Ransart (XV)
  2. Ville de Fleurus
  3. Les Bons Villers
6. Canton judiciaire de Charleroi zone 4
      1. Sections de Jumet (XIII), Lodelinsart (III) et Roux (XII)
7. Canton judiciaire de Charleroi zone 5
      1. Sections de Couillet (VI), Goutroux (XI), Marchienne-au-Pont (IX), Mont-sur-Marchienne (VIII) et Monceau-sur-Sambre (X)
8. Canton judiciaire de Châtelet
      1. Aiseau-Presles
  2. Châtelet
  3. Farciennes
9. Canton judiciaire de Fontaine-l'évêque
      1. Courcelles
  2. Fontaine-l'Évêque
10. Canton judiciaire de Seneffe
      1. Chapelle-lez-Herlaimont
  2. Manage
  3. Pont-à-Celles
  4. Seneffe
11. Canton judiciaire de Thuin
      1. Ham-sur-Heure-Nalinnes
  2. Montigny-le-Tilleul
  3. Thuin